# Орихівчик
Ори́хівчик — село в Україні, у Золочівському районі Львівської області. Село Орихівчик, а також Вербівчик та Стиборівка раніше були підпорядковані Вербівчицькій сільській раді. Населення становить 315 осіб.

## Географія
Поселення розташоване на межі Подільської височини — Вороняків і Малого Полісся. Село розташоване на висоті 350 м над рівнем моря. Розташоване на правому березі річки Серет Лівий, за винятком декількох дворів на лівому березі. В праіндоєвропейських діалектах «Сер» — означає «текти, проливатися, литися»[джерело?]. Тут у неї впадає дві притоки Самітка та Гребелька. Село лежить у межах Західно-Української лісостепової фізико-географічної провінції.
На північному сході Орихівчик межує з с. Вербівчик, на заході — з с. Маркопіль, на півдні — з с. Межигори, на південному заході — з с. Ратище, на південному сході — з с. Підберізці та на сході — з с. Яснище. Відстань до Бродів становить 35 км, що проходить автошляхом місцевого значення. Відстань до найближчої залізничної станції Броди становить 35 км.

### Клімат
Орихівчик розташований у вологій, помірно теплій агрокліматичній зоні. Середня температура січня -4,4 °C, липня +18,6 °C. Період з температурою понад +10 °C становить 160 днів. Вітер західний. Опадів 640 мм на рік, максимум — у червні — липні. Висота снігового покриву 14 см.

## Назва
Вважається, що назва села походить від заростів орішини, якої в минулому росло багато у даній місцевості, але й існує ще декілька версій щодо походження назви села:
- через велике скупчення кущів горішнику у тій місцевості, де було засноване село.
- територія на якій оселилися перші поселенці була надзвичайно багатою на рослинність, серед якої переважала рослина, яку в народі називають «Горішина». Від неї й пішла назва Гожиївчик, яка з часом трансформувалася у Орихівчик.
- Старі люди розповідають, що колись давно помер один чоловік і несподівано ожив. З того часу люди почали називати село Оживчик, пізніше воно трансформувалось в Ожиївчик, а наприкінці XIX початку — ХХ століття укорінилась назва Орихівчик.
- під час боротьби з ворогами село не раз були спалене чи зруйноване, та мешканці ніколи не кидали своїх домівок, вони завжди відбудовували їх. Після численних руйнувань село відбудовувалося звідси й постає назва Ожиївчик, яка перетворилась на Орихівчик.

У 1989 році назву села Оріхівчик було змінено на одну літеру.

## Історія
Перша письмова згадка датується до XVII століття.
У Географічному словнику Королівства Польського подаються відомості, що згідно документа виданого польським королем Сигізмундом І у 1524 року, село Орихівчик та Підкамінь були у королівській власності, але були віддані на правах застави Вінцентію Цебровському.
Інтенсивне заселення території розпочалось ще у добу палеоліту про що свідчать численні знахідки в околицях села. Поблизу села знаходиться великий кам'яний хрест. Виходячи з конструктивних характеристик хреста та технології обробки каменю хрест можна віднести до XIV-XV століть.
Народ оповідає, що в сиву давнину село було розташоване за три кілометри на північний захід від сучасного, в урочищі Баранівка. Назва його була Мельнів. Старожили розповідають, що село Мельнів з часом стало заболочуватись, навіть церква опустилась під землю.
Давнє село та церква, за переказами, були засновані за річкою над так званою «Безоднею». Стара церква під час великої бурі опустилася в «Безодню» і на цьому місці стоїть кам’яний хрест.
Біля Орихівчика відкрито поселення Висоцької культури початку періоду Залізної доби (VII–VI ст. до н. е.).
Школу було засновано ще у 1866 році та проіснувала вона короткий час. У 1880 році в селі було 365 мешканців, з них — 339 греко-католиків та 26 римо-католиків. У 1909 році в селі було 380 греко-католиків та 6 юдеїв, а також діяла читальня «Просвіти» та працювала церковна крамниця. У 193 році в Орихівчику було 635 греко-католиків та 5 римо-католиків, проте однокласова школа була з польською мовою навчання, де навчалося 89 дітей.
Під час другої світової війни через активну партизанську діяльність в регіоні село практично вщент було спалене радянською владою, а залишилося не більше п'яти хат.
Нині в Орихівчику є дві церкви — дерев’яна і мурована. Дерев'яну церкву, за переказами, збудував надвірний майстер панів Собеських, що в сусідньому селі Маркополі мали власний маєток. Датування церкви неоднозначне приблизно XVI-XVII століття. На початку 1990-х років дах церкви перекрили бляхою.
На північний захід від церкви розташована мурована дзвіниця. На північ від цієї церкви стоїть нова мурована церква, яку було освячено 25 серпня 2001 року. Церква належить релігійній громаді УГКЦ (парох о. Ярослав Войтів).
В селі також діють ФАП, сільськогосподарське ТОВ «Орихівчик», Народний дім та Орихівчицький навчально-виховний комплекс 2016 року на базі Орихівчицького НВК відкрився дошкільний навчальний заклад.

### Закінчення війни та діяльність УПА (1944—1953)
19 квітня 1945 року у с. Орихівчик Підкамінського р-ну боївка СБ під командуванням Михайла Сарахмана (псевдо «Кремезний») потрапила під облаву, яку проводила оперативна група Підкамінського РВ НКВС під керівництвом начальника відділу ББ старшого лейтенанта Мамалигіна та 1-й ескадрон 18 кавполку ВВ НКВС під командуванням майора Марясова. У бою з енкаведистами загинули 8 повстанців, серед яких місцеві сексоти «Липа» і «Пулик» опізнали Дмитра Бойчука з с. Кутище, Степана Фігуна та Григорія Любуня (псевдо «Лев») з с. Стиборівка, Івана Матіяша з с. Орихівчик та Івана Телегу із с. Яснище. Особи трьох вбитих залишилися не ідентифіковані.

## Пам'ятки
- Дерев'яна церква Святого Великомученика Дмитрія, споруджена у 1775 році[9]. Внесена до Реєстру пам'яток архітектури місцевого Бродівського району значення під № 1559-м.